# Mads Pedersen (fotbollsspelare)
Mads Giersing Valentin "Mini" Pedersen, född 1 september 1996, är en dansk fotbollsspelare som spelar för FC Zürich på lån från FC Augsburg.

## Karriär
Pedersen debuterade för FC Nordsjælland i Superligaen den 27 september 2015 i en 2–0-vinst över AGF, där han blev inbytt i den 93:e minuten mot Oliver Thychosen.